# Nuoto agli XI Giochi panafricani
Le competizioni di nuoto agli XI Giochi panafricani si sono svolte dal 6 all'11 settembre 2015 al Complexe sportif de la Concorde de Kintélé di Brazzaville, nella Repubblica del Congo.

## Podi

### Uomini
| Evento | Oro | Tempo    | Argento                                                                                                   | Tempo    | Bronzo | Tempo    |
| Stile libero | |          | |          | |          |
| 50 m (dettagli) | Douglas Erasmus                                                                                         | 22.61    | Mazen El Kamash                                                                                           | 22.97    | Clayton Jimmie | 22.98    |
| 100 m (dettagli) | Clayton Jimmie                                                                                          | 49.93    | Mohamed Samy                                                                                              | 49.97    | Caydon Muller | 50.28    |
| 200 m (dettagli) | Devon Brown                                                                                             | 1:47.77  | Marwan El Kamash                                                                                          | 1:48.58  | Ahmed Mathlouthi | 1:49.29  |
| 400 m (dettagli) | Ahmed Akram                                                                                             | 3:48.06  | Devon Brown                                                                                               | 3:48.69  | Ahmed Mathlouthi | 3:51.47  |
| 800 m (dettagli) | Ahmed Akram                                                                                             | 7:55.36  | Marwan El Kamash                                                                                          | 7:59.54  | Devon Brown | 7:59.57  |
| 1500 m (dettagli) | Ahmed Akram                                                                                             | 15:11.68 | Ahmed Mathlouthi                                                                                          | 15:30.36 | Brent Szurdoki | 15:35.48 |
| Dorso | |          | |          | |          |
| 50 m (dettagli) | Mohamed Samy                                                                                            | 25.71    | Richard Ellis                                                                                             | 25.89    | Mohamed Khaled | 26.16    |
| 100 m (dettagli) | Richard Ellis                                                                                           | 55.83    | David de Villiers                                                                                         | 55.84    | Mohamed Samy | 56.31    |
| 200 m (dettagli) | Martin Bindell                                                                                          | 2:02.23  | Richard Ellis                                                                                             | 2:02.32  | Mohamed Khaled | 2:04.35  |
| Rana | |          | |          | |          |
| 50 m (dettagli) | Cameron van der Burgh                                                                                   | 27.18    | Youssef El Kamash                                                                                         | 28.10    | Wassim Elloumi | 28.62    |
| 100 m (dettagli) | Cameron van der Burgh                                                                                   | 1:00.19  | Youssef El Kamash                                                                                         | 1:02.42  | Wassim Elloumi | 1:02.79  |
| 200 m (dettagli) | Ayrton Sweeney                                                                                          | 2:14.41  | Wassim Elloumi                                                                                            | 2:17.80  | Youssef El Kamash | 2:19.03  |
| Farfalla | |          | |          | |          |
| 50 m (dettagli) | Chad le Clos                                                                                            | 23.51    | Omar Eissa                                                                                                | 24.18    | Ahmed Bahgat | 24.94    |
| 100 m (dettagli) | Chad le Clos                                                                                            | 51.24    | Omar Eissa                                                                                                | 53.54    | Nico Meyer | 55.26    |
| 200 m (dettagli) | Ahmed Akram                                                                                             | 1:58.87  | Devon Brown                                                                                               | 1:59.28  | Ahmed Hamdy | 2:01.54  |
| Misti | |          | |          | |          |
| 200 m (dettagli) | Devon Brown                                                                                             | 2:01.71  | Mohamed Khaled                                                                                            | 2:02.38  | Ayrton Sweeney | 2:04.22  |
| 400 m (dettagli) | Ayrton Sweeney                                                                                          | 4:21.83  | Pedro Pinotes                                                                                             | 4:23.12  | Ahmed Hamdy | 4:23.87  |
| Staffette | |          | |          | |          |
| 4x100 m stile libero (dettagli) | Sudafrica Douglas Erasmus (50.29) Clayton Jimmie (49.67) Calvyn Justus (50.05) Caydon Muller (49.68)    | 3:19.69  | Egitto Omar Eissa (50.61) Mohamed Khaled (49.98) Marwan El Kamash (50.27) Mohamed Samy (49.36)            | 3:20.22  | Algeria Badis Djendouci (52.26) Nazim Belkhodja (50.60) Riyad Djendouci (52.28) Lies Abdelghani Nefsi (51.02)               | 3:26.16  |
| 4x200 m stile libero (dettagli) | Sudafrica Brent Szurdoki (1:51.94) Calvyn Justus (1:50.68) Devon Brown (1:48.05) Chad le Clos (1:47.95) | 7:18.62  | Egitto Marwan El Amrawy (1:51.60) Mohamed Samy (1:50.63) Ahmed Akram (1:48.61) Marwan El Kamash (1:49.81) | 7:20.65  | Tunisia Mohamed Mehdi Laagili (1:51.01) Mohamed Ali Chaouachi (1:53.81) Wassim Elloumi (2:01.37) Ahmed Mathlouthi (1:58.87) | 7:45.06  |
| 4x100 m misti (dettagli) | Egitto Mohamed Khaled (56.85) Youssef El Kamash (1:02.10) Omar Eissa (54.16) Mohamed Samy (49.33)       | 3:42.44  | Sudafrica Richard Ellis (55.90) Ayrton Sweeney (1:03.39) Nico Meyer (54.37) Clayton Jimmie (49.19)        | 3:42.85  | Tunisia Ahmed Mathlouthi (58.10) Wassim Elloumi (1:02.93) Mohamed Mehdi Laagili (59.16) Mohamed Ali Chaoachi (51.81)        | 3:52.00  |
| record mondiale; record mondiale stagionale; record africano; record dei Giochi; record nazionale; record personale; record personale stagionale. | |          | |          | |          |

### Donne
| Evento | Oro | Tempo    | Argento                                                                                             | Tempo    | Bronzo | Tempo    |
| Stile libero | |          | |          | |          |
| 50 m (dettagli) | Farida Osman | 25.12    | Karin Prinsloo                                                                                      | 25.79    | Rowan El Badry | 26.04    |
| 100 m (dettagli) | Farida Osman | 55.41    | Karin Prinsloo                                                                                      | 55.69    | Rowan El Badry | 57.03    |
| 200 m (dettagli) | Karin Prinsloo | 2:00.14  | Marlies Ross                                                                                        | 2:02.61  | Majda Chebaraka | 2:02.63  |
| 400 m (dettagli) | Karin Prinsloo | 4:18.86  | Majda Chebaraka                                                                                     | 4:19.24  | Marlies Ross | 4:19.43  |
| 800 m (dettagli) | Majda Chebaraka | 8:58.53  | Charlise Oberholzer                                                                                 | 9:00.15  | Roaia Mashaly | 9:07.94  |
| 1500 m (dettagli) | Majda Chebaraka | 17:07.82 | Charlise Oberholzer                                                                                 | 17:11.34 | Souad Nafissa Cherouati | 17:18.35 |
| Dorso | |          | |          | |          |
| 50 m (dettagli) | Jessica Ashley Cooper                                                                                                  | 29.05    | Naomi Ruele                                                                                         | 29.70    | Alexus Laird\| | 30.07    |
| 100 m (dettagli) | Kirsty Coventry | 1:01.15  | Karin Prinsloo                                                                                      | 1:02.53  | Jessica Ashley Cooper | 1:03.32  |
| 200 m (dettagli) | Kirsty Coventry | 2:13.29  | Karin Prinsloo                                                                                      | 2:14.31  | Rim Ouennich | 2:20.16  |
| Rana | |          | |          | |          |
| 50 m (dettagli) | Tatjana Schoenmaker | 32.49    | Maii Atif                                                                                           | 32.58    | Daniela Lindemeier | 32.69    |
| 100 m (dettagli) | Tatjana Schoenmaker | 1:09.47  | Maii Atif                                                                                           | 1:11.07  | Daniela Lindemeir | 1:11.31  |
| 200 m (dettagli) | Tatjana Schoenmaker | 2:28.84  | Kelly Gunnell                                                                                       | 2:31.52  | Daniela Lindemeier | 2:34.23  |
| Farfalla | |          | |          | |          |
| 50 m (dettagli) | Farida Osman | 26.31    | Vanessa Mohr                                                                                        | 26.39    | Jessica Ashley Cooper | 27.02    |
| 100 m (dettagli) | Farida Osman | 58.83    | Vanessa Mohr                                                                                        | 1:00.26  | Rita Naude | 1:03.86  |
| 200 m (dettagli) | Rene Warnes | 2:16.40  | Rwioda Heshem                                                                                       | 2:17.80  | Mariam Sakr | 2:20.49  |
| Misti | |          | |          | |          |
| 200 m (dettagli) | Kirsty Coventry | 2:16.05  | Marlies Ross                                                                                        | 2:17.57  | Rene Warnes | 2:18.98  |
| 400 m (dettagli) | Hamida Rania Nefsi | 4:56.75  | Souad Nafissa Cherouati                                                                             | 4:57.30  | Rwioda Heshem | 4:58.88  |
| Staffette | |          | |          | |          |
| 4x100 m stile libero (dettagli) | Sudafrica Marlies Ross (57.91) Jessica Ashley Cooper (57.14) Vannessa Mohr (58.50) Karin Prinsloo (55.49)              | 3:49.04  | Egitto Rowan El Badry (56.71) Salma Saber (58.43) Maii Atif (1:00.13) Farida Osman (55.03)          | 3:50.30  | Tunisia Rim Ouennich (59.61) Farah Ben Khelil (59.69) Asma Ben Boukhatem (1:01.15) Asma Sammoud (59.10)                         | 3:59.55  |
| 4x200 m stile libero (dettagli) | Sudafrica Rene Warnes (2:04.51) Marlies Ross (2:06.57) Charlise Oberholzer (2:08.04) Karin Prinsloo (2:01.16)          | 8:20.28  | Egitto Roaia Mashaly (2:05.51) Salma Saber (2:06.64) Mariam Sakr (2:07.20) Rowan El Badry (2:11.19) | 8:30.84  | Algeria Majda Chebaraka (2:03.89) Hamida Rania Nefsi (2:13.31) Souad Nafissa Cherouati (2:08.26) Hannah Taleb Bendiab (2:09.65) | 8:35.11  |
| 4x100 m misti (dettagli) | Sudafrica Jessica Ashley Cooper (1:03.26) Tatjana Schoenmaker (1:11.07) Vannessa Mohr (1:02.10) Karin Prinsloo (55.93) | 4:12.36  | Egitto Mariam Sakr (1:07.44) Maii Atif (1:11.10) Farida Osman (59.72) Rowan El Badry (56.92)        | 4:15.18  | Tunisia Rim Ouennich (1:06.57) Farah Ben Khelil (1:16.88) Asma Sammoud (1:04.68) Asma Ben Boukhatem (1:02.51)                   | 4:29.64  |
| record mondiale; record mondiale stagionale; record africano; record dei Giochi; record nazionale; record personale; record personale stagionale. | |          | |          | |          |

### Misti
| Evento | Oro                                                                                                 | Tempo   | Argento | Tempo   | Bronzo | Tempo   |
| Staffette | |         | |         | |         |
| 4x100 m stile libero (dettagli) | Sudafrica Chad le Clos (48.50) Clayton Jimmie (50.22) Marlies Ross (57.10) Karin Prinsloo (55.74)   | 3:31.56 | Egitto Rowan El Badry (56.71) Mohammed Khaled (50.69) Farida Osman (55.69) Mohamed Samy (49.43)             | 3:32.52 | Algeria Nazim Belkhodja (50.70) Souad Nafissa Cherouati (58.36) Badis Djendouci (52.25) Majda Chebaraka (59.62) | 3:49.04 |
| 4x100 m misti (dettagli) | Egitto Mohamed Samy (57.28) Youssef El Kamash (1:02.67) Farida Osman (59.27) Rowan El Badry (56.82) | 3:56.04 | Sudafrica Jessica Ashley Cooper (1:03.79) Alaric Basson (1:03.04) Nico Meyer (54.63) Karin Prinsloo (54.81) | 3:56.27 | Zimbabwe Kirsty Coventry (1:02.10) James Lawson (1:02.92) Tarryn Rennie (1:05.08) Sean Gunn (50.68)             | 4:00.78 |
| record mondiale; record mondiale stagionale; record africano; record dei Giochi; record nazionale; record personale; record personale stagionale. | |         | |         | |         |

## Medagliere
| # | Nazione    | Oro | Argento | Bronzo | Totale |
| - | ---------- | --- | ------- | ------ | ------ |
| 1 | Sudafrica  | 25  | 18      | 11     | 54     |
| 2 | Egitto     | 11  | 18      | 12     | 41     |
| 3 | Algeria    | 3   | 2       | 5      | 10     |
| 4 | Zimbabwe   | 3   | 0       | 1      | 4      |
| 5 | Tunisia    | 0   | 2       | 9      | 11     |
| 6 | Angola     | 0   | 1       | 0      | 1      |
| 6 | Botswana   | 0   | 1       | 0      | 1      |
| 8 | Namibia    | 0   | 0       | 3      | 3      |
| 9 | Seychelles | 0   | 0       | 1      | 1      |
|   | Totale     | 42  | 42      | 42     | 126    |